# James McCarthy
James McCarthy (Glasgow, Escocia, Reino Unido, 12 de noviembre de 1990) es un futbolista irlandés que juega de centrocampista en el Celtic F. C. de la Scottish Premiership.
McCarthy hizo alrededor de 100 apariciones con el Hamilton Academical de adolescente, antes de ser transferido al Wigan Athletic en 2009 por una cantidad de 1,2 millones £. A pesar de haber nacido en Escocia, hizo su debut con la República de Irlanda el 26 de marzo de 2011 en la clasificación para la Eurocopa 2012 contra el equipo nacional de Macedonia.

## Primeros años
McCarthy nació y se crio en Glasgow, Escocia. Es el más pequeño de los hijos de Willie y Marie McCarthy, y fue alumno de St Margaret Mary's Secondary School en Castlemilk. Se inició en el Celtic, e hizo pruebas para los equipos jóvenes del club, pero fue rechazado debido al gran número de jugadores que ya tenía la entidad.

## Trayectoria

### Hamilton Academical
McCarthy hizo su debut para el Hamilton contra el  Queen of the South como sustituto el 30 de septiembre de 2006, convirtiéndose en el jugador más joven en jugar para el Hamilton en el siglo XI. Su debut completo fue contra el Airdrie United el 11 de noviembre de 2006. El 6 de enero de 2007, con 16 años y 55 días, McCarthy se volvió en el jugador más joven en anotar para el Hamilton Academical cuando anotó en la Copa de Escocia contra el Livingston.
El 17 de mayo de 2008, después de que su club ascendiera a la Premier League Escocesa, McCarthy firmó un nuevo contrato de 3 años con el club. Ganó el trofeo del mejor jugador joven del año en Escocia de la temporada 2008-09.

### Wigan Athletic
El Hamilton aceptó una oferta del Wigan Athletic sobre McCarthy el 16 de julio de 2009. Se completó el traslado al Wigan el 21 de julio, en un contrato de cinco años, por un poco menos de 1,2 millones £. El club podría recibir pagos adicionales en función de las apariencias. McCarthy hizo su debut con el Wigan el 22 de agosto de 2009, como sustituto al minuto 74 en la derrota de 5-0 ante el Manchester United. Anotó su primer gol con el Wigan en la victoria de la tercera ronda de la FA Cup contra el Hull City el 2 de enero de 2010, y marcó su primer partido de la Premier League con un gol en la victoria por 2-0 ante Wolverhampton Wanderers el 16 de enero de 2010.
Después de un impresionante comienzo de la temporada 2010-11, sufrió una grave lesión de tobillo contra el Bolton Wanderers el 23 de octubre de 2010, que lo mantuvo fuera de acción durante tres meses. Anotó en su regreso a la alineación contra el Aston Villa el 25 de enero de 2011. El 5 de febrero de 2011, anotó dos goles en la victoria por 4-3 contra el Blackburn Rovers. Más tarde, en el mismo mes, McCarthy estaba en el centro de controversia en la derrota 4-0 del Wigan ante el Manchester United después de recibir un codazo de Wayne Rooney. Un tiro libre fue otorgado a Wigan por el incidente, pero Rooney no recibió ningún castigo. Aunque McCarthy fue elogiado por permanecer en sus pies tras el choque, su compañero de equipo y capitán Gary Caldwell consideró que Rooney habría sido expulsado si McCarthy hubiera caído al césped.

### Everton
El 2 de septiembre de 2013, McCarthy se reunió con el exentrenador de Wigan Roberto Martínez en el Everton, al firmar contrato por 13 millones £ para convertirse en el segundo jugador más caro del club en su historia. Forjó una dupla con Gareth Barry, que fue un factor clave para que Everton acumulara 72 puntos durante la campaña, un récord del club en la Premier League. Martínez afirmó que las actuaciones de McCarthy habían sido tan impresionantes que su valor de transferencia se había duplicado durante su primera temporada. McCarthy tuvo que esperar hasta el último partido de la temporada para anotar su primer gol para el club cuando anotó el primero en la victoria 2 -0 ante Hull City. El 15 de marzo de 2015 anotó su primer gol de la temporada 2014-15 en la victoria por 3-0 en casa contra el Newcastle United, y anotó su segundo gol de la temporada en la derrota 3-0 ante Manchester United en Goodison Park el 26 de abril.

### Crystal Palace
Tras seis años en el Everton, en agosto de 2019 fichó por el Crystal Palace a cambio de 3 millones de libras.

## Selección nacional
A la edad de quince años, McCarthy optó por jugar para la República de Irlanda. Tenía derecho a través de enlaces a su familia a Gweedore, Condado de Donegal, y él hizo una promesa a su abuelo moribundo para hacerlo. Sin embargo, McCarthy también afirmó que habría jugado en Escocia si se le había ofrecido una llamada internacional, en primer lugar. A pesar de múltiples intentos de persuadir a McCarthy para cambiar su lealtad al país de su nacimiento, reafirmó su decisión de jugar para la República de Irlanda.
McCarthy hizo su debut internacional para la República de Irlanda sub-17 años en enero de 2007 contra Italia. Anotó su primer gol contra Grecia al ganar su tercera tapa de marzo del mismo año. Fue ascendido rápidamente a la sub-18 años y jugó su primer partido en ese nivel frente a Alemania en noviembre de 2007. Marcó dos goles en el partido de vuelta en ese mismo mes. McCarthy jugó un partido de la sub-19 en septiembre de 2007 contra Portugal. y posteriormente fue seleccionado por un número de estos escuadrones en 2008. McCarthy entró como sustituto de medio tiempo para la República de Irlanda Sub-21 en sus eliminatorias de la Eurocopa el 31 de marzo ante Turquía. McCarthy hizo una impresión instantánea, la creación de oportunidades para el único delantero, así como hacer muchas carreras inteligentemente detrás de la defensa turca.

## Clubes
| Club                      | País       | Año       |
| ------------------------- | ---------- | --------- |
| Hamilton Academical F. C. | Escocia    | 2006-2009 |
| Wigan Athletic F. C.      | Inglaterra | 2009-2013 |
| Everton F. C.             | Inglaterra | 2013-2019 |
| Crystal Palace F. C.      | Inglaterra | 2019-2021 |
| Celtic F. C.              | Escocia    | 2021-     |

## Palmarés

### Títulos nacionales
| Título                     | Club                 | País       | Año     |
| -------------------------- | -------------------- | ---------- | ------- |
| FA Cup                     | Wigan Athletic F. C. | Inglaterra | 2012-13 |
| Copa de la Liga de Escocia | Celtic F. C.         | Escocia    | 2021-22 |
| Scottish Premiership       | Celtic F. C.         | Escocia    | 2021-22 |
| Copa de la Liga de Escocia | Celtic F. C.         | Escocia    | 2022-23 |
| Scottish Premiership       | Celtic F. C.         | Escocia    | 2022-23 |
| Copa de Escocia            | Celtic F. C.         | Escocia    | 2022-23 |
| Scottish Premiership       | Celtic F. C.         | Escocia    | 2023-24 |
| Copa de Escocia            | Celtic F. C.         | Escocia    | 2023-24 |